# Anonyme Briefe (1949)
Anonyme Briefe ist ein psychologisierendes deutsches Filmdrama aus dem Jahre 1949. Unter der Regie von Arthur Maria Rabenalt spielen Käthe Haack, Petra Peters und O. E. Hasse die Hauptrollen. Die 23-jährige Nachwuchsmimin Cornell Borchers gab hier ihr Filmdebüt. Die Geschichte basiert auf einer Romanvorlage von Annemarie Artinger.

## Handlung
Handlungsort ist das frühe Nachkriegs-Berlin. Noch haben die vier alliierten Siegermächte die vollständige Gewalt über die Stadt, die gerade von den Sowjets abgeriegelt wurde. Ein Geschehen von großer Tragweite beunruhigt die von Toni Gerling geleitete Schauspielschule. Eine Reihe der hier auszubildenden Schauspielschülerinnen haben die titelgebenden anonymen Briefe empfangen, die den jungen Frauen in ihre Manteltaschen gesteckt wurden und nun für reichlich böses Blut sorgen. In teils drohender, teils erpresserischer Form werden die Adressatinnen in Herzensangelegenheiten unter Druck gesetzt.
Jemand weiß so manches dunkles Geheimnis der Mädchen, darunter die eine oder andere Missetat. Mit diesem Wissen wird allerlei Verwirrung gestiftet und soll so manche sich hoffnungsvoll anlassende Künstlerkarriere torpediert werden. Bald entsteht eine üble Atmosphäre allgemeinen Misstrauens, und jede verdächtigt jede. Erst als die beherzte Mitschülerin Ulli Brackmann die Initiative ergreift, um dem Täter auf die Spur zu kommen, und eine Mitschülerin versucht, sich aufgrund der Unterstellungen das Leben zu nehmen, wird Frau Gerling aktiv und übergibt die verleumderischen Schmähbriefe der Kriminalpolizei, die bald der Übeltäterin auf die Schliche kommt.

## Produktionsnotizen
Anonyme Briefe entstand im Herbst 1948 in den Filmstudios von Berlin-Tempelhof bzw. in Berlin (Außenaufnahmen). Wie einem Emblem im Vorspann zu entnehmen ist, entstand der Film während der Berliner Blockade. Der Film wurde am 29. März 1949 in Berlin uraufgeführt.
Frank Clifford übernahm die Produktionsleitung. Willi A. Herrmann und Max A. Bienek gestalteten die Filmbauten.
Eine ähnliche Thematik hatte fünf Jahre zuvor, noch während des Krieges, der französische Thriller-Spezialist Henri-Georges Clouzot auf sehr viel subtilere Weise in seinem düsteren Film noir Der Rabe aufgegriffen.

## Kritiken
Die Zeit schrieb: „Schwung und Tempo in der Regie Arthur Maria Rabenalts, ein spannendes (freilich in seinem Ausgang unmotiviertes) Drehbuch nach einem Roman von Annemarie Artinger und etwas zu heftige Schnitte machen die ‚Anonymen Briefe‘ … zu einem aufgelockerten und gekonnten Unterhaltungsfilm der deutschen Nachkriegsproduktion. (…) Zwei Kleinigkeiten stören den guten Gesamteindruck: die Prügelei zwischen den beiden Mädchen am Schluß des Films, die peinlich wirken kann, solange sie nicht so übertrieben und gekonnt gezeigt wird wie bei den Amerikanern im ‚Großen Bluff‘, und die kurze Szene, in der der Regisseur Rabenalt sich selbst als ‚bekannten Filmregisseur‘ bildlich und akustisch vorstellen läßt.“

„Trotz interessanter psychologischer Aspekte ein Nachkriegs-Krimi ohne schlüssiges Konzept.“